# سوزن‌دوزی بلوچی

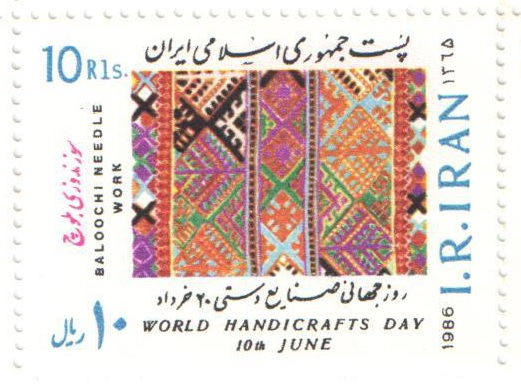
سوزن دوزی بلوچی برجسته بر روی تمبر ایران، سال۱۳۶۵

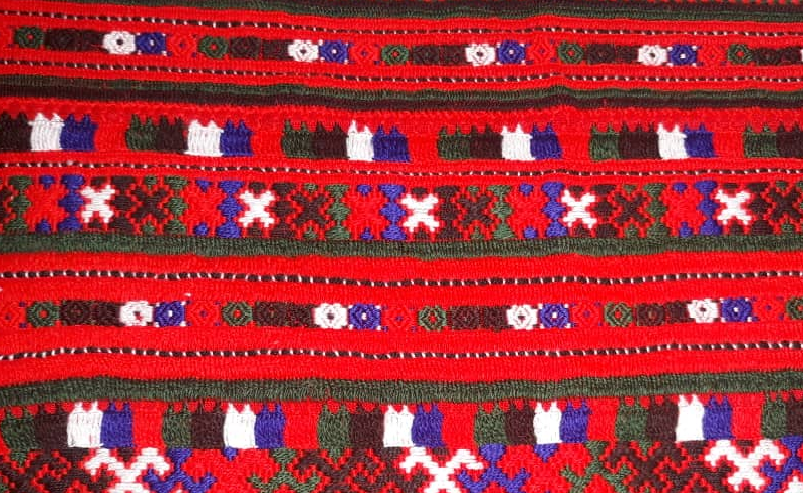
دوخت محسوم صندوقی (چندضلعی با لوزی داخل) و دوخت سه اک (طرح لبه قیچی). دوخت محسوم در زمره دوخت‌های بسیار سخت و ظریف است

سوزن‌دوزی بلوچی یا بلوچی دوزی مجموعه انواع خاصی از سوزن‌دوزی است که توسط زنان بلوچ انجام می‌شود و اولین بار از ذهن و خلاقیت زنان بلوچ ایجادشده‌است. سوزن‌دوزی بلوچی دارای مهر اصالت از سازمان یونسکو می‌باشد و در فهرست میراث معنوی کشور نیز ثبت شده‌است. در کتاب آخرین مأموریت، نوشته مغرالدین مهدی، راجع به سوزن‌دوزی آمده: یکی از صنایع که در حد خود بسیار زیبا و ارزنده است، صنعت دوزندگی و دست‌دوزی جلیقه و لباس زنانه است. مانند ترمه، دست‌دوزی می‌نمایند و با نهایت زیبایی و با ابریشمی که با رنگ‌های طبیعی رنگ کرده‌اند و رنگش ثابت است و هیچ وقت از بین نمی‌رود، نخ‌دوزی می‌کنند. صدها مربع و مستطیل و لوزی می‌دوزند، یک اندازه که اگر با پرگاری دقیق اندازه‌گیری کنند، سرمویی تفاوت ندارد.

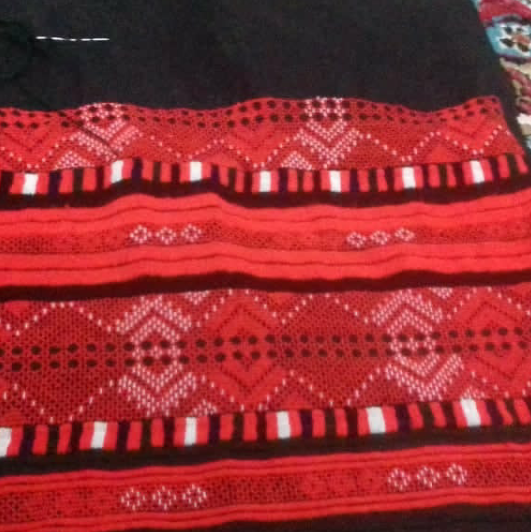
چوتل‌دوزی یکی از انواع بلوچی دوزی، رایج‌ترین دوخت در سراوان و توابع ان

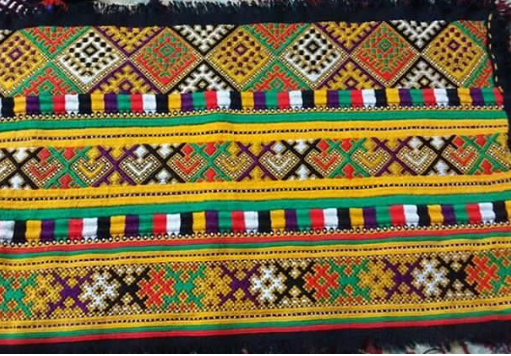
مدل فنوچی- نوعی بلوچی دوزی که در اطراف ایرندگان و ایرانشهر و سرحد متداول است پرکار ایرندگانی زمان قدیم (دوخت لباس شاهنشاهی) و پرکار فنوچی امروزه از شناخته‌ترین پرکارهای بلوچستان هستند

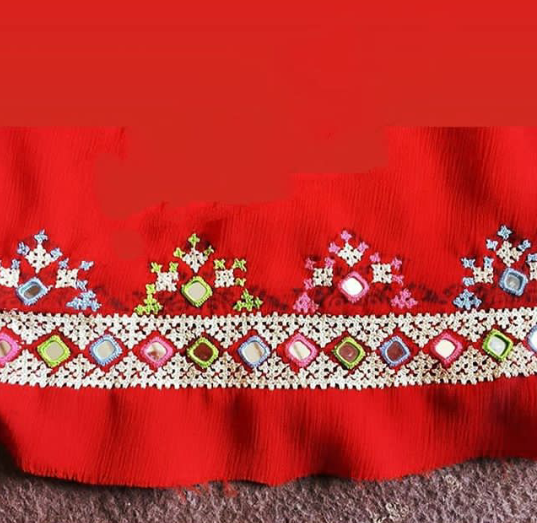
پلیوار دوزی-یا پریوار دوزی در ایرانشهر و نیکشهرو توابع اطراف متداول است

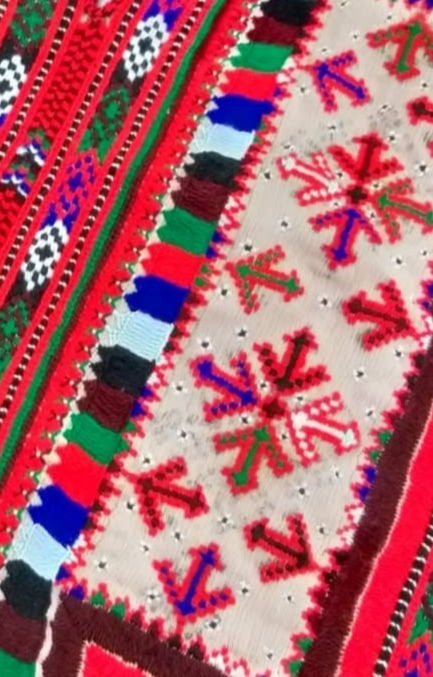
دوخت مرگ پانچ (پای مرغ) یکی از طرح‌های بلوچی دوزی است

زیبایی هنر سوزن‌دوزی بلوچ به این است که در زندگی روزمره مردمان آن دیار کاربرد روزانه دارد و با وجود گذشت سالیان دراز و رفت‌وآمد مدهای متنوع لباس بلوچی همواره جایگاه خود را در فرهنگ مردمان بلوچ حفظ کرده‌است. این هنر تقریباً در بین تمام نقاط استان سیستان و بلوچستان و توسط زنان بلوچ انجام می‌شود. هر دختری که متولد می‌شود از همان زمان نوجوانی این هنر را از مادرش و نزدیکانش فرا می‌گیرد و هزاران سال است بدین شکل نسل به نسل منتقل شده‌است و تا به الان پایدار مانده‌است. امروزه این هنر به شکل سنتی ماندگار در بین بیشتر زنان بلوچ رواج دارد و در اکثر مناطق بلوچستان تولید محصولات سوزن‌دوزی متداول است. از مهم‌ترین این مراکز می‌توان به سراوان، سیب و سوران، گُشت، کلگان، جالق، ایرندگان، اسپکه، سورمیج، شهریانج، فنوج، هریدوک کوپچ، پیپ، دامن، محمدآباد، چانف، مهنت، ورکات، قاس ما آباد، مارندگان، خاش، مته سنگ، کل هگان، بمپور، اسماعیل‌آباد ایرانشهر و زاهدان اشاره کرد.
اسلام کاظمیه در کتاب «جای پای اسکندر» چاپ ۱۳۵۰ که حاصل سفر او به سیستان و بلوچستان است، درباره سوزن‌دوزی بلوچ چنین نوشته است: گل‌دوزی زن بلوچ به تازگی در تهران سخت باب شده است. زنان شیک‌پوش به تقلیدی سر و دست می‌شکنند برای یک پیراهن یا سفره دست‌دوزی که اسمش را گذاشته‌اند «بلوچی‌دوزی» و قیمت گرانی در راه این کار می‌دهند. باسلیقه‌ترین دست‌دوزها ساکن دهکده‌های قاسم آباد، گوپچ و اسپکه هستند. از تهران سفارش پشت سفارش می‌رسد برای درخواست این هنر بومی با رنگ و طرح اعجاب انگیزش.

### لباس فرح پهلوی
مهرمنیر جهانبانی، احیاکننده هنر سوزن‌دوزی بلوچی و بانی جهانی‌شدن آن و معرفی آن به دربار ایران بود.
مهتاب نوروزی مشهورترین سوزن‌دوز بلوچستان ایران بود. تعدادی از آثار مهتاب نوروزی در مجموعهٔ سعدآباد تهران نگهداری می‌شود. لباس‌های درباری که او به همراه دیگر سوزن‌دوزان بلوچ به سفارش فرح دیبا
، ملکهٔ سابق ایران در دههٔ پنجاه خورشیدی دوخته‌بود، از جمله این آثار است.

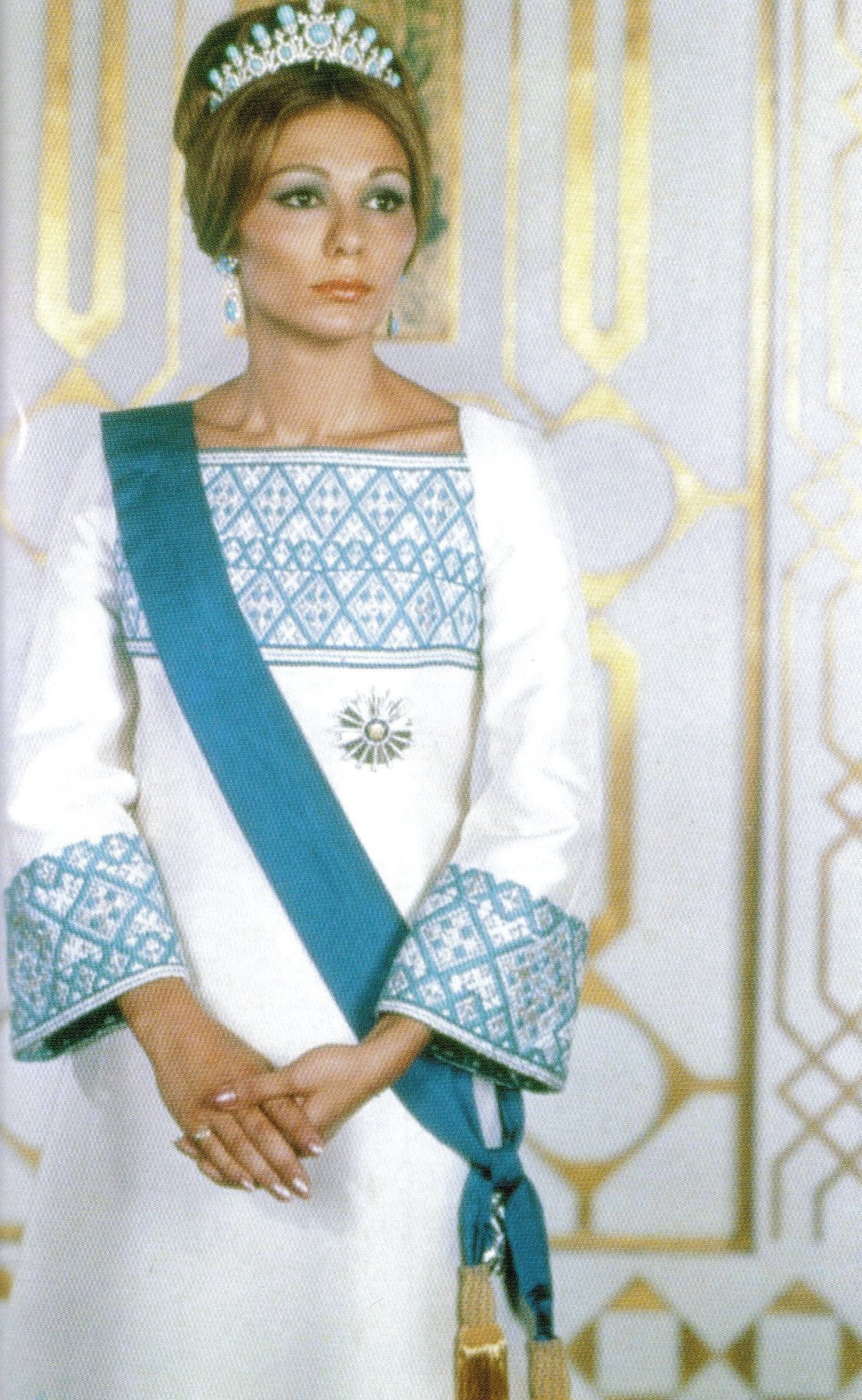
لباس سوزن دوزی شده فرح پهلوی، طراحی کیوان خسروانی و مهرمنیر جهانبانی و سوزندوزی مهتاب نوروزی

زن بلوچ ، برای آفریدن نقشهای سوزن دوزی هایش از طبیعت اقلیم خود الهام می گیرد . یکی از زیباترین کارهای آنها لباسی بود که برای  فرح پهلوی دوخته بودند و برای سوزن دوزی آن از غروب آفتاب بلوچستان الهام گرفته شده بود.طرح لباس از زمینه سیاه آغاز می شد ، سپس به قرمز و زرد و آبی آسمانی و نقره ای می گرائید و این آمیزه جلوه طلوع خورشید را زنده می کرد.

## تاریخ
سوزن‌دوزی، که در اصطلاح محلی به آن سُوچِن‌دوزی «نیز گفته می‌شود، از اصلی‌ترین هنرهای رایج در میان اقوام بلوچ است، اما به رغم اصالت چشمگیر و قابل ملاحظه این هنر باید خاطرنشان ساخت که به دلیل فقدان مطالعات مستمر و در دسترس نبودن منابع تاریخی بررسی پیشینه سوزن‌دوزی بلوچ و تعیین قدمت تاریخی آن به راحتی امکان‌پذیر نیست. باوجود این، می‌توان گفت سوزن‌دوزی با صنعت تولید ابریشم رابطه ای مستقیم دارد و قراین تاریخی مبین آن است که در گذشته پرورش کرم ابریشم در بلوچستان معمول بوده و تجارت ابریشم بازار گرمی داشته‌است. در برخی از منابع زمان شروع این هنر ۱۰۰ تا ۲۰۰ سال پیش از اسلام و شواهد موجود حاکی ازآن است که این شیوه دوخت از اوایل اسلام در میان قوم بلوچ رایج بوده و در دورة ایلخانی و به خصوص دور ه‌های تیموری و صفوی به اوج خود رسیده‌است.
رزم آرا در کتاب خود به نام جغرافیای نظامی به این موضوع اشاره دارد که: در قرا چانف، شکیم و ایرانشهر مقداری ابریشم به عمل می‌آوردند و به مصرف گل‌دوزی، کلاه، عرقچین، سرمه‌دان، کیسه پول، جلد دعا، بازوبند، پیش سینه و سر دست لباس زنانه می‌رساندند. از بعضی شواهد نیز چنین استناد می‌شود که، سابقاً پرورش کرم ابریشم در بلوچستان معمول بوده‌است و تجارت ابریشم بازار گرمی داشته‌است و اکنون و به اندازه مصرف داخلی ابریشم تولید می‌کنند. در مورد بافت پارچه و مصرف ابریشم در کتاب بلوچستان، تألیف ذبیح الدین ناصح آمده‌است که: پیش از آن‌که خرید پارچه از خارج معمول شود کسانی بودند که شغل آن‌ها پارچه‌بافی بود و آن‌ها را جولاهک می‌نامیدند و محل کار آن‌ها را کارگاه می‌گفتند. در کتاب تاریخ سلاجقه نیز اشاره کوتاهی به ابریشم مکران می‌شود، که قیمت آن در زمان پادشاهی طغرل شاه به مبلغ سی‌هزار دینار می‌رسید.
شاید نتوان سند دقیقی از تاریخچه هنر سوزن‌دوزی ارائه نمود، اما می‌توان در سنگ نگاره‌ها و سفال‌های پیش از تاریخ، اشکالی هندسی مشابه نقوش سوزن‌دوزی بلوچ مشاهده کرد. در حقیقت «هنرمندان بلوچ با ارائه طرح‌ها، نقش و نگارها، محیط، جامعه، باورها و رفتارها، خواسته‌ها و آرزوهای خودشان را بازگو می‌کنند همچنین به اعتقاد برخی پژوهشگران و بر اساس شواهد موجود نقوش سوزن‌دوزی بلوچ قرابت و نزدیکی خاصی با نقوش سنگ نگاره‌های پیش از تاریخ دارد که همین قدمت سوزن‌دوزی باعث شده بر جذابیت و اعتبار این هنر رازآلود افزون شود. به گفته برخی پژوهشگران تا سال‌های ۶۵ و۶۶ خرید محصولات سوزن‌دوزی و هنر دست زنان بلوچ در بازارهای جهانی از سطح قابل قبولی برخوردار بوده، به طوری که فرانسه با بیشترین خرید مقام اول، آلمان دوم، آمریکا سوم و کشورهای ژاپن، سوئیس، انگلیس و ایتالیا در رده‌های بعدی خرید محصولات سوزن‌دوزی بلوچ قرار داشته‌اند.

## مواد و ابزار اولیه برای دوخت
جهت انجام سوزن‌دوزی بلوچی باید این سه موارد دردسترس باشند:
۱-نخ

۲-سوزن

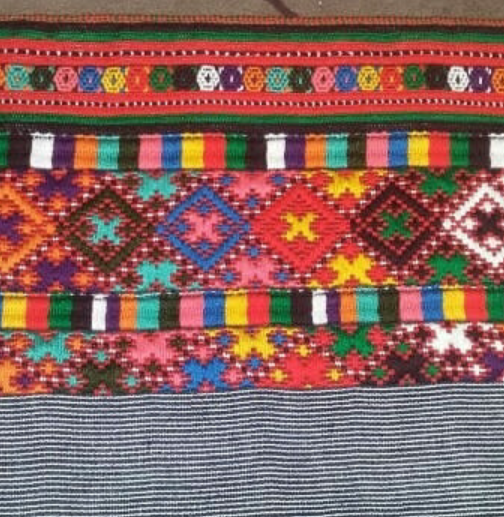
گونی (تارشمار):نوع خاصی از پارچه با تاروپود برجسته و مشخص

۳-پارچه مناسب با تاروپود مشخص

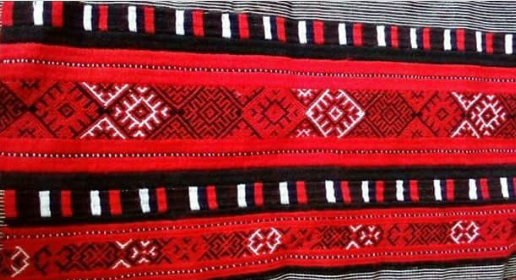
انواع دوخت‌های بلوچی را می‌توان روی گونی سوزن دوزی کرد.

نخ‌های مورد استفاده از جنس ابریشم و پنبه ویا نخ کاموا است که بیشترین نخ مورد استفاده نخ پنبه ای است که به راحتی می‌توان آن را در بازار از واسطه‌ها دریافت کرد. نخ پنبه ای انواع مختلف دارد که به علت همجواری با پاکستان بیشترین استفاده از نخهای پنبه ای وارداتی پاکستان می‌باشد؛ و علاوه بر آن از نخ‌های مرغوب دمسه نیز استفاده می‌شود. از نخ ابریشم بیشتر در گذشته استفاده می‌شد که امروزه به علت کمیابی آن و گران‌قیمت بودنش کمتر مورد استفاده قرار می‌گیرد. نخ‌های به کار رفته در سوزندوزی به صورت مختلف و متنوع انتخاب می‌شوند که بیشتر از نخهای به رنگ تیره استفاده می‌شود.
پارچه مناسب برای سوزن‌دوزی می‌توان را برچند نوع تقسیم کرد:
1. گونی یا تارشمار. گونی و تارشمار به صورت افقی و عمودی تاروپود مشخص و برجسته دارند که زنان بلوچ به راحتی سوزن‌دوزی بلوچی را روی ان انجام می‌دهند. تارشمار درجه‌بندی دارد و هرچه درجه ان بالاتر می‌رود فاصله تار و پودها بیشتر و بزرگتر می‌شود در نتیجه دوخت نهایی بزرگتر و درشت تر دیده می‌شود.
2. پارچه. این پارچه می‌تواند نخی باشد که به‌طور جداگانه نوارهای آستین‌ها - بدن -پاچه شلوار-جیب را روی آن دوخت و بعد به لباس و پوشاک متصل کرد. اما این پارچه می‌تواند خود لباسی باشد که پوشیده می‌شود و مستقیم آستین‌ها و جیب و پاچه‌های شلوار یا یقه را سوزن‌دوزی کرد.

## انواع دوخت‌های سوزن‌دوزی بلوچی
در سوزن‌دوزی بلوچ سه الگوی متداول دوخت به نام‌های پُرکار، میان‌کار و کم‌کار رایج است. منظور از این سه شیوه میزان تراکم نقوش سوزن‌دوزی روی پارچه است، به این ترتیب که اگر تمام پارچه مدنظر سوزندوزی شود، «پُرکار» محسوب می‌شود اما اگر بیشتر نوع دوخت قسمت‌های پارچه سوزندوزی شود و فواصل کمی باقی بماند، میان‌کار و اگر فواصل باقی‌مانده زیاد باشد «دوخت کم‌کار» نامیده می‌شود.
[]
تنوع در نقوش سوزن‌دوزی بلوچ از ویژگی‌های بارز آن است. گستردگی این نقش و نگارها که با تکرار تعداد بیشماری از نقوش هندسی صورت می‌گیرد نه تنها مانعی در خلاقیت زنان سوز ن دوز به‌شمار نمی‌رود بلکه همواره آنان را به ابداع ترکی بهایی تازه وامی‌دارد. این ترکیب‌ها با الهام از طبیعت پیرامون و در پرتو رنگ آمیزی‌هایی بدیع جلوه‌های بی‌همتا به هنر آنان بخشیده‌است و آن‌ها به‌طور سنتی از این نقوش برای تزیین لباس و وسایل زندگی استفاده می‌کنند. انعکاس پدیده‌های زندگی و طبیعت در سوزن‌دوزی بلوچ نقوش متنوعی را پدیدآورده است که می‌توان آن‌ها را در چند بخش کلی دسته‌بندی کرد:
１) نقوش هندسی
２) ۲) نقوش طبیعی:
الهام از طبیعت است که شامل

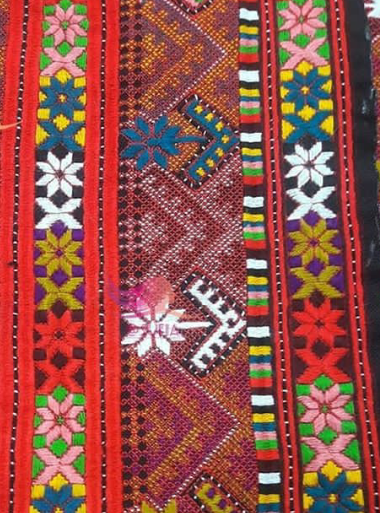
طرح هشت گلبرگی-(گلی که هشت گلبرگ دارد) دربلوچی دوزی به دلکش معروف است -طرح الهام گرفته از گیاهان و طبیعت-نوعی دوخت در سراوان

الف) نقوش گیاهی وگل و برگ و گیاه است.
ب) نقوش واقعگرایانه (حیوانی)
３) عناصر طبیعی
]]
ویژگی‌های مشترکی نیز در نگاره‌های سوزن‌دوزی کلیه مناطق بلوچستان قابل مشاهده است که شاخص‌ترین ویژگی آن استفاده از مجموعه گسترده‌ای از نقش‌های هندسی و خطوط شکسته‌است و خطوط منحنی و دایره در سوزن‌دوزی بلوچ به ندرت مورد استفاده قرار می‌گیرند. باتوجه به ویژگی‌های صوری اغلب نگاره‌های سوزن‌دوزی، خاستگاه این نقش و نگارها را می‌توان در موضوعات زیر جستجو کرد:
)]]
１) عناصر طبیعت: نگاره‌های گیاهی و حیوانی از مهم‌ترین عناصر مورد استفاده هستند که بازتاب فرهنگ کشاورزی، عشایری و دامپروری است.
２) زیورآلات: زرگری یکی از اصیلترین هنرهای صناعی است که در نقوش سوزندوزی بلوچ تجلی یافته‌است.
３) عناصر مرتبط بااعضای بدن انسان:
چشم یکی از مهم‌ترین اعضای بدن انسان است که به شکل‌های مختلف در خلق نگاره‌های سوزن‌دوزی به کار می‌رود
۴)موضوعات ذهنی و تخیلی:
تخیلات و آرزوها منشأ بخش دیگری از نقش‌های سوزن‌دوزی هستند.
۵) مذهب و باورهای قومی:
داستان‌های حماسی، که نمایانگر روحیه رزم آوری و سلحشوری بلوچ‌هاست، بهترین تجلی خود را در فرم‌های تیز و زاویه دار و رنگ‌های گرم و قرمز پیدا می‌کند. ممنوعیت استفاده از نقش انسان در سوزن‌دوزی که نشئت گرفته از باورهای مذهبی و اسلامی است به عنوان یک قانون کلی در سوزن‌دوزی پذیرفته شده‌است
اصل مهمی که در نقش‌های سوزن‌دوزی بلوچ رعایت می‌شود این است که، تا کنون هرگز از نقش انسان استفاده نشده‌است. به نظر می‌رسد این امر تحت تأثیر باور و اعتقادات این مردم است، بنابراین نقش‌های مورد استفاده همیشه حاصل ذهن آنان و به صورت هندسی بوده و بر اساس شمارش تار و پود انجام می‌گیرد؛ اغلب اشکال هندسی مثلث و لوزی می‌باشد که طرز قرار گرفتن در کنار هم و پرکار و کم‌کار بودن آن‌ها؛ طرح‌ها را از هم متمایز می‌کند. نوع دوخت هر منطقه عامل دیگر تقسیم‌بندی انواع سوزن‌دوزی است که هر منطقه اصالت خاص خود را دارد. کلیه دوخت‌های بلوچستان به صورت افقی انجام می‌گیرد و از شمارش تار و پود پارچه استفاده می‌گردد. تمامی سوزن‌دوزی‌ها به صورت انواع زیگزاگ‌های ریز و درشت، دوخت کشباف، ریز بافت، درشت بافت و انواع دندان‌موشی است. هر منطقه‌ای از استان دوخت مخصوص دارد. مثلاً سراوانی‌ها دوخت‌های دندان‌موشی و زیگزاگ همراه با جوک‌دوزی به‌کار می‌برند؛ در زاهدان بیشتر از جوک‌دوزی استفاده می‌شود. ایرانشهر و چابهار از دوخت‌هایی که روی پارچه لباس دوخته می‌شود و دارای آینه فراوان می‌باشند، استفاده می‌کنند.
جوک‌دوزی، روی پارچه‌های شش‌تاری و از روی شمارش تار و پود پارچه که در یک ردیف قرار گرفته، انجام می‌گیرد. سوزن را از میان دو تار پارچه درآورده و پس از این‌که تمام تارهای این ردیف تمام شد یک تار کاملاً سفید روی این تارها قرار می‌گیرد. سپس سوزن از میان دو تار بالای خط سفید در می‌آید و این کار تکرار می‌شود تا اینکه جوک‌ها به‌صورت هفت و هشت دوخته شود.
دوخت سراوانی، نوعی دوخت است که در آن زیگزاگ، دندان‌موشی و کمی هم جوک به‌کار می‌رود. برای این نوع دوخت ابتدا که کار را شروع می‌کنند، یک سانتی‌متر گذاشته و دوخت دندان‌موشی نیم‌سانتی انجام می‌دهند. ممکن است دوخت دندان موشی تا ۳ ردیف پشت سر هم انجام گیرد و سپس بین دوخت‌ها فاصله باشد. فاصله بین دندان‌موشی‌ها را با انواع دیگر دوخت‌ها پر می‌کنند، بعضی از این دوخت‌ها عبارتند از:

نمونه لباس زنان و دختران بلوچ-استین‌ها، پیش سینه، جیب و پاچه شلوار منقوش به سوزن دوزی است

کرمک‌دوزی (کرمک دوچی): با استفاده از نخ مشکی و سفید انجام می‌شود.
بست‌دوزی (بست دوچی): نوعی دوخت است که نخ دیگری را که روی پارچه خوابانده شده، محکم نگه می‌دارد و باید دقت شود تا فاصله بست‌ها مساوی باشد. در منطقه چابهار و ایرانشهر دوخت‌ها گاهی روی پارچه خود لباس که برای دوختن آماده می‌شود، انجام می‌گیرد و در آن از آیینه‌های کوچک نیم سانتی‌متری به‌صورت فراوان به کار می‌رود. اغلب دوخت‌های این منطقه از نوع زنجیردوزی است و برای تعبیه آیینه‌ها از دوخت دندان‌موشی و نخ تیره رنگ استفاده می‌شود.
چنان‌که اشاره شد، تنوع دوخت در هر منطقه و اصالت آن تفاوت‌هایی را در انواع سوزن‌دوزی ایجاد کرده. به عنوان مثال در منطقه ایرنشهر، قاسم‌آباد، پیپ، ورکات، اسپکه و چانف یا ناحیه خاش و گشت فرق‌هایی با یکدیگر دارند. برای توضیح این امر به چند نوع از شیوه‌های مختلف دوخت اشاره می‌شود:
گراف: نوعی دوخت ساده که شبیه به شماره دوزی است. به این نوع دوخت افغانی‌دوز هم می‌گویند. زیرا این شیوه بیش‌تر در بین افغان‌ها معمول است و به‌طور نسبی دو سوزن‌دوز می‌توانند در هفت روز یک نوار پنج متری را سوزن‌دوزی کنند و غالباً به مصرف تزیین کیف و لباس می‌رسد.
آسان تانکه و پیپ: نوعی دیگر از دوخت‌هایی که در سراوان و در لباس زنان (پیش‌سینه، در آستین، جیب و دمپای شلوار) دیده می‌شود آسان تانکه (حسن تانکه) و پیت دوزی (نوار دوزی) است. طریقه دوخت آسان تانکه، مانند شماره‌دوزی است که با روی هم قرار گرفتن، کم و زیاد شدن طرح و نقش دلخواه را می‌دوزند.

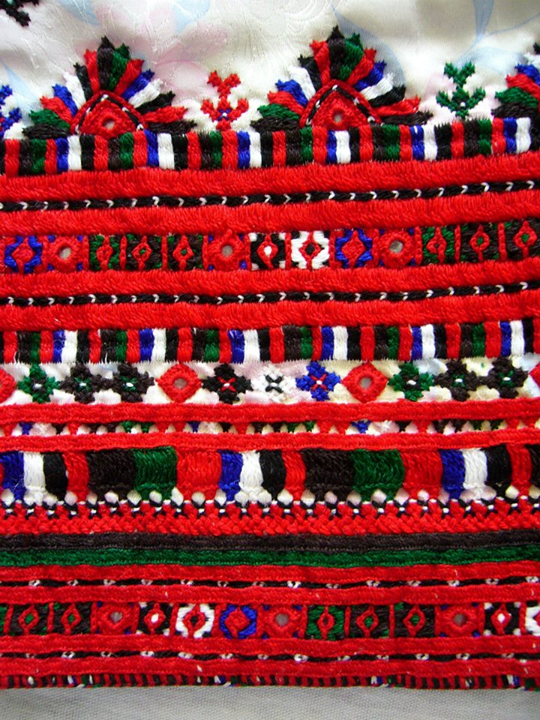
دمن دوچ

چوتل‌دوزی : چوتل‌دوزی را بیشتر زنان سراوان به کار می‌برند، که از ظرافت بسیار زیادی برخوردار است و دوخت آن تماماً از بخیه می‌باشد. نحوه این دوخت چنان است که، ابتدا طرح مورد نظر را با یک رنگ دوخته. یعنی تمام زمینه طرح را با بخیه‌های زیگزاگی متصل به هم و با یک رنگ می‌دوزند. سپس نقش‌های گوناگونی را با بخیه‌های مستقیم که خطوط افقی یا عمودی در وسط لوزی‌ها با رنگ‌های مختلف ایجاد می‌کنند. این دوخت گاهی همراه با پیپ و دیگر دوخت‌های خاشی به کار می‌رود.

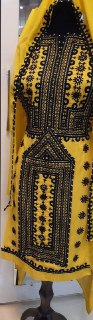
نمونه لباس سیاه دوچ (سیاه دوزی) بلوچی

سیاه دوزی (سیاه دوچ): موقعی که دوخت بلوچی صرفا با رنگ وزمینه سیاه روی پارچه انجام شود به آن سیاه دوچ یا سیاه دوزی گفته می شود. در این دوخت معمولا از نوارهای باریک مشکی به نام پیت استفاده می شود. و سپس دوخت دلخواه انجام می گیرد. گاهی همراه پیت آینه دوزی هم به کار می رود در این صورت به این سیاه دوزی پیت و ادینک(اینه) گفته می شود.
دسته بندی دیگر  انواع دوخت سوزن دوزی بلوچی براساس طرح و شکل و نحوه دوخت انجام می گیرد. محسوم (بر دونوع محسوم صندوقی و محسوم غریب)-جوک(چوتل) -‍پرکار- جالاد (جالار)-جالاد شیرازه - کلا(لاهاری) -کشوک- سه اک- دمن دوچ- سرک بکالو- مرچوک- باگ بهار-بال مدک- مرگ ‍پانچ و ..... اسم دوخت هایی هستند که هرکدام نحوه دوخت متفاوت و طرح متفاوت دارند و می توانند برحسب ذوق و سلیقه زن بلوچ  هرکدام دریک لباس یا ترکیب انها دریک لباس با رنگ های مختلف انجام گیرد.

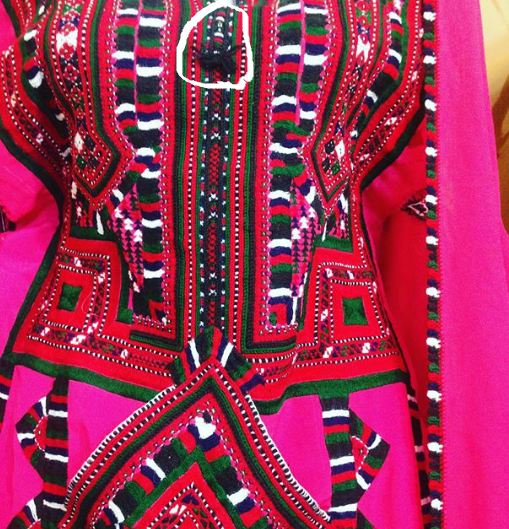
یک گل در محل یقه لباس بلوچی سوزن دوزی شده قرار میگیرد. به باور عامیانه وقدیمی اینکار جهت جلوگیری از چشم زخم است

## قانون ترکیب رنگ‌ها در سوزن‌دوزی بلوچی
رنگ‌های اصلی به‌کار رفته در سوزن‌دوزی بلوچی سنتی شامل شش رنگ است:هرچند که درمیان زنان بلوچ از قدیم به هفت رنگ رایج است و دوختی که این رنگ‌ها را در خود دارد دوخته هفت رنگ می‌گویند. دلیل این موضوع هنوز ناشناخته است.. شاید در دوران کهن یکی از رنگ‌ها حذف شده‌است.
این شش رنگ رنگ‌های اساسی دوخت سنتی بلوچی دوزی را تشکیل می‌دهند که شامل:
قرمز-سبز-قهوه ای تیره- سیاه-سفید و آبی می‌باشد.
۸۰ درصد طرح اولیه بلوچی دوزی با رنگ قرمز انجام می‌شود. در واقع شالوده و اساس طرح اولیه عمدتاً با رنگ قرمز شروع می‌شود و بعد از کشیدن طرح اولیه همچون نقاشی با شش رنگ دیگر پر می‌شود.
این یک قانون در بلوچی دوزی است که طرح‌ها به‌طور سه تایی پر شوند (پرشدن معادل رنگ آمیزی نهایی در نقاشی را دارد). بدین صورت که طرح اول قهوه ای تیره، طرح دوم قرمز و طرح سوم سفید.
سپس فواصل بین طرح قرمز وقهوه ای تیره، با سبز پر می‌شود. فواصل مابین طرح قرمز و سفیدُ با ابی پر می‌شود فواصل مابین طرح سفید و قهوه ای با سیاه پر می‌شود؛ و این تکرار همچنان ادامه می‌یابد درسرتاسر دوخت.

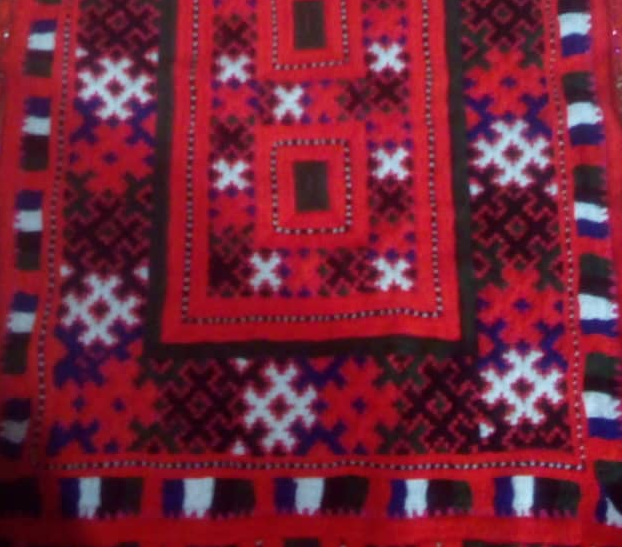
در بلوچی دوزی رنگ هابا قانون مشخص باهم ترکیب می‌شوند.

ذکر این نکته ضرروی است که این شش رنگ را می‌توان از هردرجه ای از ان رنگ به دلخواه تنظیم کرد.
1. قرمز: منظور از قرمز یعنی همه مشتقات قرمز همچون مرجانی -گوجه ای -اجری- گیلاسی- زرشکی- آلبالویی و حتی نارنجی‌های روشن و تیره و حتی زرد است.
2. در آبی می‌توان همه مشتقات ابی را به کار برد یعنی سرمه ای- ابی روشن- ابی نفتی و حتی سبز ابی یا فیروزه ای

۳در سبز هم همه مشتقات سبز رامی توان به کاربرد مثل سبز یشمی، سبز پررنگ، سبز چمنی و حتی پسته ای
1. این مشتقات در قهوه ای هم صدق می‌کند وهمه انواع مشتقات قهوه ای را می‌توان به کاربرد اما معمولاً از قدیم قهوه ای خیلی تیره رایج تراست.
2. سفید را هم می‌توان هم خود سفید ویا رنگ کرمی به کاربرد[[

ترکیب رنگ‌های پررنگ وکم رنگ یا رنگ‌های خیلی روشن یا خیلی تیره بسته به سلیقه و ذوق سوزن دوز بلوچ  دارد و در بین زنان و دختران بلوچ براساس مدو تنوعی که هرسال ایجاد می‌کنند فرق می‌کنند. درهردوره ای طیف‌های کم رنگ وپررنگ و یا روشن یا تیره ای از این هفت رنگ را مد می‌کنند و می‌دوزند و می‌پوشند.

## لباس سنتی زنان بلوچ با نقوش سوزن دوزی بلوچی
قطعات مورد استفاده در لباس‌های زنان بلوچ عبارتند از:
۱-پیش‌سینه: که در گویش محلی به آن زیح Zih، زیگZig  یا جیگGig گفته می‌شود که در قسمت یقه پیراهن به‌کار می‌رود.
۲-گوامتان(گوپتان)  Ga-am tanیا پندول :  دواقع جیب لباس است. قطعه‌ای است که در زیر پیش‌سینه قرار می‌گیرد و تا نزدیک دامن ادامه دارد، طول تقریبی آن ۶۵ سانتی‌متر است.(بین سه تا سه ونیم وجب بسته به قد زنان فرق دارد)
1. سرآستین یا آستونکAstonak یا آسینگ : در دو قطعه آماده می‌شود و زینت سر آستین پیران‌های زنان بلوچ است.
2. پانچک Pachac : همان پارچه شلوار است که سوزن دوزی می‌گردد. در قسمت سر شلوار استفاده می‌شود و همانند سر آستین می‌باشد. اما با این تفاوت که نقش‌ها در سر آستین بیش‌تر از پاچک می‌باشد.
3. تک ودامن: این قسمت حاشیه‌های گوامتان تا پیش سینه  و لبه دامن لباس رادربرمیگیرد که سوزن دوزی این قسمت‌ها اختیاری وبرحسب سلیقه  بوده و هرچقدر این قسمت‌ها بیشتر دوخته شده باشد نشان از تجمل لباس است.

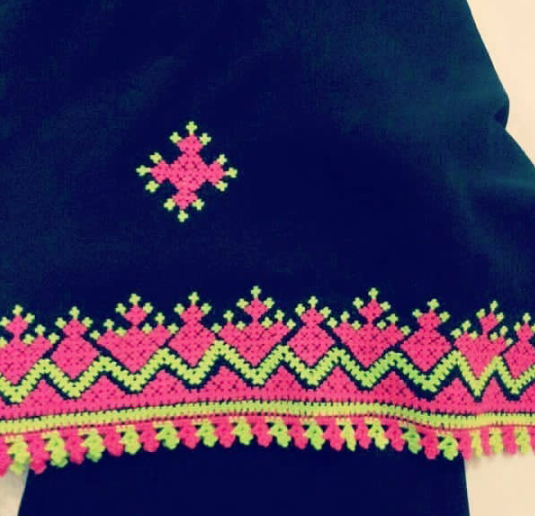
بلوچی دوزی -مدل پلیوار روی لبه شال و چادر به همراه قلاب بافی (کریشی)

نوع دوخت و نقش‌های به‌کار رفته در همه این قطعات یکسان می‌باشد، به‌طوری‌که اگر طرح مورد نظر چشم ماهی است، این طرح در پیش‌سینه، گوامتان، سرآستین و پاچک مورد استفاده قرار می‌گیرد.

## سایرهنرهای ترکیبی با سوزن دوزی بلوچی
اینه دوزی :آینه یکی از ابزار اصلی واساسی ترکیبی وتکمیلی در بلوچی دوزی است که به آن زیبایی بیشتری می‌بخشد. برخی طرح‌ها با اینه دوزی به کار می‌رود  در پلیوردوزی معمولاً با اینه انجام می‌شود. در دوخت دمن دوچ فواصل طرح ها با اینه تکمیل می گردد . در سیاه دوزی هم معمولا اینه دوزی به شکل تکمیلی به آن اضافه می گردد.
قلاب بافی(کریشی): یکی دیگر ازهنرهای ترکیبی قلاب بافی است که در بلوچی به ان قریشی یا کریشی گفته می‌شود. لبه جیب یا گوامتان و همچنین لبه دامن لباس سنتی بلوچی دوزی معمولاً قلاب بافی می‌شود که به ان لعاب زیباتری ببخشید. قریشی همچنین لبه چادر لبه شال را هم دربرمیگیرد. نخ به کاررفته می‌تواند کاموا یا نخ مخصوص قلاب بافی باشد که همیشه با رنگ‌های سوزن دوزی باید همخوانی داشته باشد
سرزیح (سر‍پاگ یا سرتوپ):  برای لبه دوزی لبه  سر استین و لبه پاچه های شلوار بعد از اتمام سوزن دوزی به کار می رود

## ارتباط سوزن دوزی بلوچی با باورهای عامیانه قوم بلوچ
رنگ‌های به کاررفته در بلوچی دوزی با باورهای عامیانه مردم بلوچ هم پیوند خورده‌است.
شش عدد نخ با این شش رنگ اصلی به مثابه یک حفاظ در برابر چشم زخم یا طلسم عمل می‌کند و برای حفاظت از نیروهای شیطانی این نخ‌ها را که به نخ هفت رنگ معروف است را به همراه ایه‌های قرانی و بقیه اذکار خوانده می‌شود ودرنزد خود نگهداری می‌کند تامحافظت شود

باورهای گروهی و مذهبی از دیگر عوامل بسیار مهم در زمینة طراح ی نقش‌ها ی سوزن دوزی است. داستان‌های حماسی، که نمایانگر روحیه رزم آوری و سلحشور ی بلوچ هاست، بهترین تجلی خود را در فرم‌های تیز و زاویه دار و رنگ‌های گرم و قرمز پیدا می‌کند. ممنوعیت استفاده از نقش انسان در سوزن دوزی که نشأت گرفته از باورهای مذهبی و اسلامی است به عنوان یک قانون کلی در سوزن دوزی پذیرفته شده و به همین دلیل زنان هنرمند بلوچ در جستجوی تزیینات ایده‌آل خویش، با کنار هم قرار دادن تعداد بی شماری از عناصر بصری ساده و ابتد ایی مانند: مربع، مثلث و لوز ی نقش‌های مورد نظر خود را خلق می‌کنند. باورهای عامیانه مانند اعتقاد به چشم زخم نی ز بر روی پوشاک محلی بلوچ ی

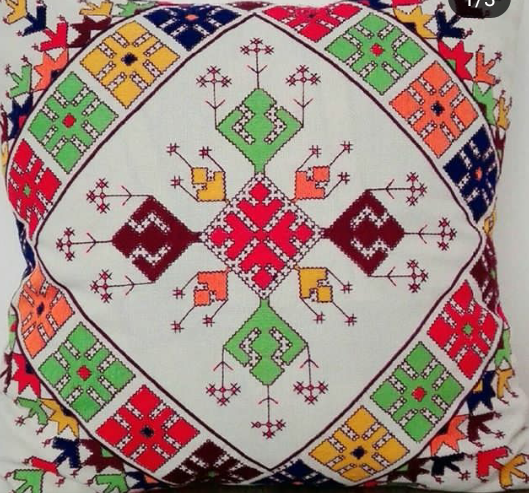
کوسن_بلوچی_دوزی

تأثیرگذار بوده‌است. از تزیینات موجود در لباس‌های بلوچی گُلی به رنگ آبی یا کبود است که قسمت جلوی پیراهن وزیز یقه لباس زنانه (در پیش سینه یا زیح) قرار می‌گیرد. ساقه این گل از چندین طرح یک چشم دوخته شده تشکیل شده‌است که در بین اقوام بلوچ این اعتقاد عامیانه وجود دارد که این گل و ساقه ان دافع چشم زخم است

## محصولات بلوچی دوزی قدیم و ترکیب با سایر هنرهای عصر جدید

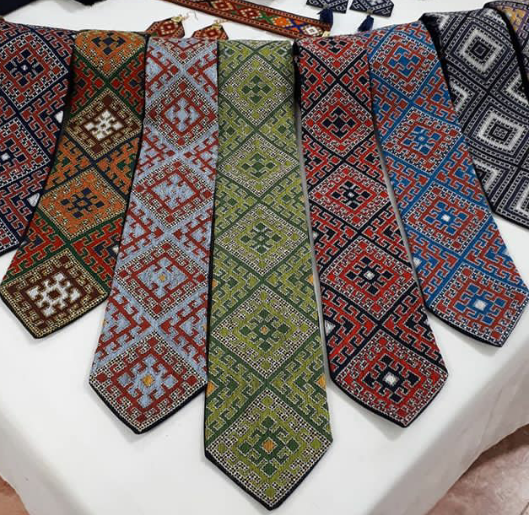
کروات‌های سوزن دوزی بلوچی

علاوه براینکه سوزن دوزی بلوچی که برپوشاک و لباس متداول زنان بلوچ و همیشگی استفاده می‌شد در همان زمان قدیم هم روبالشی و رومیزی و روتختی را به عنوان تزیین حاشیه سوزن دوزی می‌شد. لباس سوزن دوزی زنان بلوچ قسمت‌های اصلی آن به نام‌های پیش سینه، جیب و سرآستین و لبه پاچه‌های شلوار سوزن دوزی می‌شود به طوری که از گذشته تاکنون تغییر چندانی در آن به وجود نیامده است.
شال یا روسری (سریگ) هم رنگ یا بارنگ مکمل این لباس هم حاشیه و بطن اش سوزن دوزی شده‌است. بعد از اسلام و آمدن چادر مشکی، چادر به پوشش اضافه شد که چادر مشکی هم لبه حاشیه ان را امروزه سوزن دوزی و قلاب بافی (کریشی) می‌کنند.
از نمونه‌های سوزن دوزی، فراورده‌های تکمیلی نظیر: روبالشی، رومیزی، تابلو سوزن دوزی، روتختی، بند دوربین؛ لبه چادر و لبه شال، کیف، جای جوراب، قوطی سیگار، کیف بغلی، کیف پول خرد، جلد عینک، جای کلید، جای دستمال کاغذی، دستمال سفره، شلوار، کت، مانتو، کراوات، پارچه، کفش، کمربند، کیف، آباژور، چکمه، شلیته، بلوز، کاپشن، جلد آلبوم، قاب عکس و … تهیه می‌شود. بلوچی دوزی روی کوسن از قدیم در فرهنگ بلوچ انجام می‌شده‌است امروزه ترکیب هنر چرم و سوزن دوزی محصولاتی شبیه کیف پول و کیف دستی به بازار عرضه کرده‌است. علاوه بران برای اولین باز ترکیب سوزن دوزی روی چوب به عنوان یک هنر انجام می‌شود.